# ESP (Eric Singer Project)
Gli ESP (Eric Singer Project), sono un supergruppo heavy metal fondata da Eric Singer (attuale membro dei KISS), Bruce Kulick, (ex membro dei Kiss), Karl Cochran e John Corabi (ex membro dei Mötley Crüe).
Il gruppo pubblicò un unico album composto da cover, Lost and Spaced nel 1998, che fu poi ristampato l'anno successivo, con la tracklist aggiornata.

## Formazione

### Attuale
- John Corabi - Voce, Chitarra ritmica
- Bruce Kulick - Chitarra
- Karl Cochran - Basso
- Eric Singer - Batteria, Voce

### Ex componenti
- Chuck Garric - basso

## Discografia

### Album in studio
- 1998 Lost and Spaced

### Live
- 2006 Live in Japan

### Videografia
- 2007 Live At Marquee [DVD]